# Distretto di Ilala
Il distretto di Ilala (formalmente Wilaya ya Ilala, in swahili) è uno dei tre distretti in cui è amministrativamente suddivisa la città-regione di Dar es Salaam. Al distretto di Ilala appartiene il centro della città, Downtown Dar (detto anche central business district), in cui si concentrano la maggior parte delle attività economiche, commerciali e amministrative. Il downtown si sviluppa attorno al centro ideale di Dar, costituito dal monumento agli askari, che commemora le truppe tanzaniane cadute nella prima guerra mondiale. Il centro è la zona di Dar più simile alle metropoli europee, con grandi viali asfaltati, uffici, attività commerciali (principalmente di proprietà indiana e araba), edifici amministrativi, e un intenso traffico di automobili durante le ore lavorative.
Adiacenti al downtown, ancora nel distretto di Ilala, si trovano aree di aspetto molto meno occidentale, come Kariakoo, noto per l'enorme mercato che si snoda per diversi quartieri, o Buguruni; in molte di queste zone le strade sono ancora in terra battuta e la maggior parte della popolazione è di origine africana.
Nella parte più orientale del distretto si trova la circoscrizione di Pugu, nota per le sue antichissime foreste, che sono in parte ambiente naturale protetto (Pugu Hills Forest Reserve).

## Geografia antropica

### Suddivisioni amministrative
Il distretto è suddiviso amministrativamente in 3 divisioni, a loro volta suddivise in 26 circoscrizioni (ward). Le circoscrizioni sono:
- Buguruni
- Chanika
- Gerezani
- Gongo la Mboto
- Ilala
- Jangwani
- Kariakoo
- Kimanga
- Kinyerezi
- Kipawa
- Kisutu
- Kitunda
- Kivukoni
- Kivule
- Kiwalani
- Majohe
- Mchafukoge
- Mchikichini
- Msongola
- Pugu
- Segerea
- Tabata
- Ukonga
- Upanga East
- Upanga West
- Vingunguti